# لویبسدورف (زاکسونی)
لویبسدورف (به آلمانی: Leubsdorf) یک شهر در آلمان است که در میتل‌زاکسن واقع شده‌است. لویبسدورف  ۳٬۹۰۵ نفر جمعیت دارد.